# Смирнов Геннадій Михайлович
Геннадій Михайлович Смирнов (рос. Геннадий Михайлович Смирнов; нар. 16 січня 1955, Саратов, РРФСР — пом. 2 вересня 2000, Саратов, Росія) — радянський та російський футболіст, нападник. Молодший брат Юрія Смирнова.

## Життєпис
Вихованець СДЮШОР профкому СЕПО (Саратов).
За свою кар'єру виступав у командах «Сокіл» Саратов, «Крила Рад» Куйбишев, СКА Хабаровськ, «Спартак» Москва, «Факел» Воронеж, «Металург» Липецьк, «Навбахор» Наманган, «Хімік» Смалько, «Сахалін» Холмськ, «Вулкан» Петропавловськ-Камчатський, «Ворскла» Полтава, «Енергомаш» Бєлгород, «Салют» Саратов і «Політ» Дубки. Загалом у чемпіонатах СРСР відзначився 226 голами.
За «Спартак» (Москва) провів один матч 7 квітня 1980 року, замінивши на 60-ій хвилині Едгара Гесса в гостьовому матчі чемпіонату СРСР з ростовським СКА, матч завершився поразкою москвичів з рахунком 1:2.
У сезонах 1993-1994 роках був граючим тренером у команді «Салют» (Саратов).
Наприкінці життя ніде постійно не працював, зловживав алкоголем. У 2000 році загинув, будучи зарізаним товаришами по чарці ударом в горло в своїй квартирі в Саратові.